# Sofia Jakobsson
Eva Sofia Jakobsson (Örnsköldsvik, 23 april 1990) is een Zweeds voetbalspeelster die sinds 2014 als aanvaller actief is bij CD Tacón in de Spaanse Primera División Femenina.

## Carrière

### Clubs
Jakobsson debuteerde in 2008 in de Damallsvenskan bij landskampioen Umeå IK waar ze vier seizoenen speelde en de halve finale bereikte van de UEFA Women's Cup 2008/09. In 2011 transfereerde ze naar Rossijanka in de Russische competitie waar ze landskampioen werd en de kwartfinale van de UEFA Women's Champions League 2011/12 bereikte. In januari 2013 tekende Jakobsson een contract bij het Engelse Chelsea LFC. Ze werd bij Chelsea LFC samen met Eniola Aluko topscorer van het team. Voor het einde van het seizoen verhuisde ze naar het pas gepromoveerde BV Cloppenburg in de Frauen-Bundesliga, die echter op het einde van het seizoen terug degradeerden.
Jakobsson tekende in 2014 een contract bij Montpellier HSC Féminines in de Franse Division 1 Féminine waar ze in haar eerste seizoen negentienmaal scoorde en uitgeroepen werd tot beste speelster van het jaar in de eerste divisie. In 2017 kreeg ze daar het gezelschap van Belgische Gouden Schoen-winnaar Janice Cayman. In 2019 werd Jakobsson gecontracteerd door CD Tacón, nadat deze club een samenwerking was aangegaan met Real Madrid.

### Nationaal elftal
Jakobsson debuteerde op 27 september 2006 bij het Zweeds voetbalelftal onder 17 tijdens een vriendschappelijke wedstrijd tegen Duitsland en speelde haar eerste wedstrijd voor het Zweeds voetbalelftal op 17 mei 2011 tegen Engeland die met 2–0 verloren werd. Jakobsson speelde twee wedstrijden op het Wereldkampioenschap voetbal vrouwen 2011 in Duitsland, waar Zweden derde werd en stond in het basiselftal op de Olympische Zomerspelen 2012 in Londen, het Europees kampioenschap voetbal vrouwen 2013 in Zweden en het Wereldkampioenschap voetbal vrouwen 2015 in Canada.
In 2016 won Jakobsson zilver met Zweden op de Olympische Zomerspelen 2016 in Rio de Janeiro en in maart 2018 won Zweden met Jakobsson de Algarve Cup (samen met Nederland) nadat de finale werd afgelast omdat het veld niet bespeelbaar was door de hevige regenval.

## Erelijst
- 2008: Winnaar Zweeds landskampioenschap (Damallsvenskan)
- 2011/2012: Winnaar Russisch landskampioenschap
- 2016: Zilveren medaille op de Olympische Zomerspelen 2016